# .travel
.travel è un dominio di primo livello generico introdotto nel 2005.
Originariamente amministrato da Tralliance, nel 2018 la gestione del dominio è stata trasferita a Dog Beach, LLC, della statunitense Donuts (in seguito Identity Digital).
Il dominio è utilizzato da operatori turistici, hotel e altre aziende connesse al turismo.